# Instaurarea administrației sovietice în Basarabia

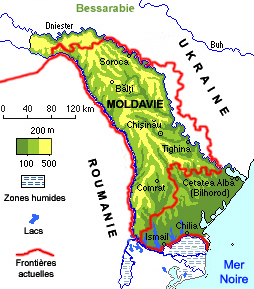
Harta RSSM evidențiată pe fundalul teritoriului istoric al Basarabiei

Ocuparea  sovietică a Basarabiei și Bucovinei de Nord
Ocuparea sovietică a Basarabiei, în 1940, și apoi reocuparea ei, în 1944, a dus la ruperea acestei provincii românești din țara căreia aparținea în mod natural și includerea pentru multă vreme în componența statului sovietic. Din acest moment pămînturile românești de la est de Prut au avut de trecut printr-o adevărată dramă istorică, pe parcursul căreia populația de aici a fost supusă unei puternice presiuni politice și ideologice pentru a fi înstrăinată de România și de restul poporului român. În același timp, românii basarabeni au fost condamnați la o serie întreagă de umilințe, maltratări și suferințe: arestări, omoruri, foamete, confiscarea averii, comunizare forțată, deportări în masă etc. Politica de asimilare, deznaționalizare și genocid cultural, a statului sovietic față de moldovenii de la est de Prut s-a realizat prin intermediul unui aparat de partid și de stat, pe care ocupanții au început să-l formeze în 1940, l-au reluat în 1944, pentru a-l constitui definitiv la sfîrșitul anilor ‘40 și începutul anilor ‘50. Aparatul sovietic de partid și de stat, împreună cu organizațiile obștești create aici în această perioadă, au constituit mecanismul de sovietizare a Basarabiei și de înstrăinare a ei de restul spațiului românesc. Întrebarea principală la care studiul acestei teme trebuie să ofere un răspuns  este: în ce măsură organele de partid, de stat și obștești ale RSSM exprimau interesele populației băștinașe și cît erau acestea de independente în deciziile pe care le luau și în activitatea lor.

### Locul și rolul organelor de partid în activitatea aparatului de stat din RSS Moldovenească
Republica Sovietică Socialistă Moldovenească
Principală permisă a formării sistemului politic de tip sovietic în Moldova de est, adică în  Basarabia, a fost ocuparea teritoriului dintre Prut și Nistru de către armatele sovietice la 28 iunie 1940. Consecința cea mai nefastă a acestui eveniment a fost dezmembrarea forțată, prin violență, a teritoriului Basarabiei și transmiterea părții de sud, precum și a extremnității nordice, județul Hotin, Ucrainei. Acest act a fost cauzat de vechile pretenții ale unor personalități politice din Ucraina pentru Basarabia, care susțineau ideea că Basarabia totdeauna a aparținut Ucrainei[1].

#### Ocupația sovietică din 1940-1941 și începutul formării statului sovietic moldovenesc în spațiul dintre Prut și Nistru
În pofida poziției oficiale a istoriografiei sovietice, care a negat întotdeauna faptul că acordul URSS cu Germania din 1939 a permis URSS să anexeze Basarabia, atitudinea negativă față de aceste evenimente și-au exprimat-o într-un fel sau altul chiar și unii istorici sovietici[2], dar încă mai des, mai consecvent și mai convingător mai mulți istorici din România[3]. Formarea RSSM și a sistemului ei politic apare ca rezultat al înțelegerii criminale dintre cei doi conducători de state totalitare, conform căreia Europa a fost divizată în două zone de influență.
Deși în Basarabia existase pînă la ocupația sovietică din 1940 un comitet regional de partid ca subdiviziune a Partidului Comunist Român, Stalin nu a acceptat totuși ca acest comitet să preia puterea în ținut, mai ales pentru motivul că acest comitet era alcătuit aproape numai din evrei, cu care dictatorul sovietic era pe atunci în conflict[4]. Inițial, Stalin a pus acest teritoriu sub controlul autorităților din Ucraina. Încă pînă la formarea RSSM, la 2 iulie 1940 Biroul Politic al CC al PC Unional a permis CC al PC al Ucrainei să formeze în Basarabia 9 comitete județene, comitete executive județene și comitete orășenești. La 3 iulie 1940, Biroul Politic al CC unional a aprobat componența lor: din 75 de persoane desemnate numai 4 erau moldoveni, ceilalți –ucraineni și ruși. Nici unul din ei nu poseda nici experiența de lucru, nici cunoștințele despre particularitățile specifice locale. Cu atît mai mult, de aceste cunoștințe erau lipsiți primii activiști sovietici și de partid (aproximativ 5000 de oameni) aduși atunci în Basarabia, din care cauză în august 1940-iunie 1941 numai în județul Bălți a trebuit să fie schimbați 420 de președinți ai sovietelor sătești și 668 de notari. Următorul pas de consolidare a puterii sovietice în Basarabia a fost formarea organizației republicane de partid. Decizia CC al PC din URSS de la 14 august 1940 a transformat Comitetul regional moldovenesc al PC unional în organizație republicană de partid care la 1 iulie 1940 număra 6 875 de membri.
Până la Congresul I al orgaizației „moldovenești” de partid, din 6-8 februarie 1941, numărul membrilor de partid a crescut nesemnificativ (la cei 6 266 de membri de partid s-au adăugat și 2 728 de candidați)[5]. Această e o dovadă în plus a caracterului artificial al ideii despre legătura indisolubilă dintre partid și popor, deoarece membrii de partid constituiau doar 0,35% din populația republicii, și în majoritatea lor erau alolingvi.
RSSM a existat 3 luni de la momentul formării sale, fără a-și avea hotare delimitate oficial. Doar după hotărârea lui I. Stalin și a biroului politic al CC al PC unional din 4 noiembrie 1940 aceste decizii au fost, în sfîrșit, reglementate.
În aceeași lună comitetele de plăși au fost transformate în comitete raionale. In total au fost formate 58 de comitete raionale de partid, 6 județene și 4 orășenești, 11 soviete în orășele și 1 178 soviete sătești. Nivelul de instruire a conducătorilor de partid era foarte scăzut. Din 71 de secretari ai comitetelor raionale (la 29 octombrie 1940), doar 4 aveau studii superioare, iar 44 –studii primare[6].
Structurile de partid care s-au format în cele trei luni au fost constituite după principiul teritorial-administrativ, principiu introdus de către Lenin și Stalin la momentul fondării URSS. Datorită acestui fapt, structurile aparatului de partid dublau și controlau structurile organelor sovietice, comsomoliste și sindicale. În sistemul de conducere domina o ierarhie strictă, de aceea toate structurile locale (republicane, județene etc.) erau obligate să îndeplinească ordinele CC al PC unional și ale Biroului Politic în frunte cu Stalin. Toate cele 14 partide comuniste din republicile sovietice erau părți componente ale PC(b)US. Teoreticienii de partid opinau că în așa fel se luau în considerare mult mai adînc specificul național și istoric, tradițiile și interesele fiecărei republici. Realitatea sovietică a demonstrat însă că aceste afirmații n-au fost justificate.
Rolul conducător al partidului nu era fixat în Constituția URSS din 1936 (denumită și Constituția lui Stalin), nici în Constituția RSSM din 1941, însă PC –PC(b)US nici nu avea nevoie de aceasta. Biroul Politic în frunte cu Stalin elabora și înainta spre confirmare textul ei. Poporului îi rămînea doar să voteze pasiv la alegeri pentru blocul stalinist al comuniștilor și al celor fără de partid. La cererea poporului, în Constituție puteau fi introduse doar unele modificări nesemnificative. Teza precum că în URSS și în RSSM este stabilită dictatura proletariatului a fost doar o afirmație cinică a regimului. După cum scria cunoscutul în URSS teoretician al socialismului B. Toporin, dictatura proletariatului înseamnă, înprimul rînd, schimbarea democrației pentru exploatatori cu democrație pentru exploatați[7].
Constituția conținea și un șir de teze declarative, care nicicînd nu au fost aplicate în viață. Astfel, art.23 proclama Sovietul Suprem drept organ legislativ superior din RSSM, dar de fapt, toate legile și hotărîrile erau pregătite de către aparatul de partid. Printr-o ipocrizie deosebită se remarca art.103, care garanta libertatea cuvântului, presei, adunărilor și demonstrațiilor. M. Gribincea susține pe bună dreptate că toate aceste drepturi erau respectate numai  doar dacă nu veneau în contradicție cu scopurile partidului și ale imperiului sovietic[8]. Art.9 permitea existența proprietății private, dar deja în 1949 acesta a fost corectat. Din noua redacție a Constituției, adoptată la 11 aprilie 1952, a fost exclusă orice referire la proprietatea privată. Baza economică a RSSM a devenit definitiv proprietatea socialistă asupra mijloacelor de producție. Foarte semnificativ a fost art.109 care crea baza pentru viitoarele represiuni: toți cei care atentau la proprietatea socialistă erau declarați dușmani ai poporului.
Autorii sovietici și cei care le-au urmat ideile, subliniau că Partidul Comunist era nucleul sistemului politic al RSSM, a cărui putere se baza pe așa-zisa „dictatură a proletariatului”, proclamată în Constituție. Dar dacă în lucrările savanților sovietici partidul figurează ca centru al conducerii politice, care coordonează interesele sociale și obștești, statutul căruia nu este oficial legalizat, apoi după 1991 se face o importantă precizare – toate organizațiile obștești au fost pentru partid o curea de transmisie în realizarea politicii lui. Faptul că statutul partidului în calitate de conducător al societății nu a fost legalizat este menționat și de A. Morari în una din lucrările sale[9].
Analizând celelalte articole ale Constituției în vigoare în RSSM pînă în aprilie 1948 (cu unele precizări în aprilie 1952) trebuie să menționăm faptul că ele erau în mare măsură tot atât de formale, ca și cele enunțate mai sus. De exemplu, art.13 despre „suveranitatea de stat” și art.14 despre „dreptul la liberă ieșire din componența URSS”. Însă evenimentele au demonstrat că aceste articole erau pur declarative, deoarece nu exista nici mecanismul de realizare a lor. De aceea afirmațiile lui A. Surilorv și N. Stratulat, potrivit cărora aderarea benevolă a RSSM la URSS a limitat doar formal competența republicii în folosul organelor unionale, „deoarece ea în orice timp poate să-și reîntoarcă drepturile sale și să iasă din componența URSS” nu avea bineînțeles nici o legătură cu realitatea. Tot astfel poate fi apreciată și altă mențiune a acelorași autori, care susțineau că RSSM n-a dorit să iasă din componența URSS din cauza „durabilității și coeziunii de monolit a URSS”, unității și integrității popoarelor ei”[10].
Constituția RSSM a legiferat divizarea administrativ-teritorială pe raioane, realizată în Republică prin decretul Sovietului Suprem al RSSM din 12 noiembrie 1940. În așa fel, pe malul drept al Nistrului a fost legalizat sistemul de conducere în trei eșaloane – raion-județ-republică, iar pe malul stâng – în două eșaloane, fără județe.
Prima sesiune a Sovietului Suprem al republicii a confirmat lista comisariatelor create la momentul formării RSSM – august 1940: Comisia de Planificare de Stat; comisariatele poporului în domeniul învățămîntului public, protecției sănătății, asistenței sociale, comerțului, afacerilor interne, gospodăriilor comunale, industriei alimentare, locale, justiției, transportului auto, Direcția generală în domeniile artelor și cinematografiei, Direcția principală a drumurilor, Comisia pentru problemele culturii fizice și sportului, Comitetul de radio. Din componența guvernului, pe lîngă președintele Sovietului Comisarilor Poporului și doi adjuncți mai făceau parte comisarii poporului pentru controlul de stat în sfera industriei forestiere, împuterniciții comisariatelor unionale ale poporului în RSSM în sfera de aprovizionare și de telecomunicații. Conform hotărârii Prezidiului Sovietului Suprem al URSS din 3 februarie 1941, la 25 martie 1941 din cadrul Comisariatului poporului pentru afacerile interne s-a separat Comisariatul poporului pentru securitatea statului. Supravegherea generală asupra acestor departamente o efectua împuternicitul CC al PC Unional și al guvernului republican. Această funcție a fost instituită de CC al PC Unional și guvernul URSS la 25 aprilie 1941 și a fost deținută de S. Goglidze (pînă în iulie 1941). După cel de al doilea război mondial, de la 13 mai 1945 până la 14 aprilie  1949, funcția de împuternicit a fost înlocuită cu Biroul CC al PC Unional în RSSM[11].
Astfel, în a doua jumătate a anului 1940 și în prima jumătate a anului 1941, în cea mai mare parte a Basarabiei și o fîșie îngustă de pe malul stîng al Nistrului a fost creată o pretinsă formațiune statală, de fapt o subdiviziune adminsitrativ-teritorială a URSS care dispunea de o structură de conducere cu pretenția de guvern.

#### Evoluția postbelică a aparatului de stat sub conducerea partidului
Ofensiva armatelor sovietice spre vest la începutul lui 1944 a pus în fața regimului o serie de noi probleme. În primul rînd era vorba despre felul cum se va prezenta URSS în fața aliaților: ca un stat totalitar, după cum și era, ori neschimbînd nimic în esență, își va schimba doar fața, „liberalizînd” și „democratizînd” orînduirea existentă ca să devină mai agreabilă pentru Occident. În acest scop Sovietul Suprem al URSS a adoptat la 1 februarie 1941 Legea cu privire la acordarea republicilor sovietice împuterniciri în domeniul relațiilor externe și transformarea, în legătură cu acest fapt, a Comisariatului unional al poporului pentru afacerile externe în unul unional-republican. Art.30 al Constituției RSSM a fost completat cu unele noi drepturi ale republicii: de a stabili și a revoca pe reprezentanții săi în țările străine, de a primi scrisorile de acreditare și revocare și de acreditare a ambasadorilor străini în URSS, de a avea pe lîngă guvernul republicii reprezentanți străini în URSS, și dreptul de a intra în relații directe cu țările de peste hotare (art.15b al Constituției). Pe lângă aceasta, conform decretului Prezidiului Sovietului Suprem al URSS de la 23 februarie 1944, în Constituțiile republicilor sovietice a fost introdus articolul despre dreptul de a avea un ministru militar republican și unități militare republicane. Conform acestor articole funcția comisarului poporului pentru afacerile externe se combina cu postul de președinte al Sovietului Comisarilor Poporului, ordine stabilită pentru toți anii existenței regimului sovietic[12].
În martie 1946, cînd era deja clar că denumirea Guvernului a devenit anacronică, aceasta a fost schimbată în una care corespundea cerințelor timpului: Consiliul de Miniștri. La începutul anului 1947, Prezidiul Sovietului Suprem al URSS a hotărît să introducă schimbări în drapelele republicilor, pentru a simboliza prin ele nu doar ideea statului sovietic, dar și specificul lor național[13].
În septembrie 1951 a fost pregătit proiectul noului drapel al RSSM pe care a fost introdusă o linie orizontală verde. Astfel culoarea verde însemna „legătura indisolubilă dintre trecut și prezent, iar culoarea roșie însemna prosperarea RSSM în perioada sovietică. Sistemul politic în RSSM de după război puțin se deosebea de cel de pînă la începutul lui. Schimbările se refereau în primul rînd la organele provizorii de putere în RSSM: grupurile operative raionale, județene și orășenești, alcătuite din militari și lucrători ai organelor de securitate a statului, formate în baza hotărîrii Biroului  CC al PC din 23 februarie 1944. Aceste grupuri au sosit împreună cu unitățile militare ale fronturilor 2 și 3 Ucrainene și Biroul CC al PC Unional pentru RSSM. Acest organ se supunea nemijlocit CC al PC unional de care a și fost creat. Biroul avea în componența sa 8 secții: o secție a organelor de agitație și propagandă (șef S. Zelionov), a organelor de partid, sindicatelor și comsomolului (A.Sobolev), pentru agricultură (P. Lealin), a administrației (A.Miciurin), a organelor de planificare și finanțe (P.Reabov), a industriei și transportului (P.Fedorenko), pentru activitatea în rîndurile femeilor (M.Andreev) – în total 16 persoane, plus trei reprezentanți ai republicii, aceștia fiind secretarului al doilea al PC M.N.Salogor, președinții Consiliului de Miniștri, N.Coval și G.Rudi[14].
     Schimbările au atins și ministerele republicane. Pe lîngă cele formate încă în aprilie 1941 au apărut sau au fost unite cu alte ministere alte cîteva structuri ministeriale. La 15 iulie 1944 a fost creat comisariatul industriei laptelui și cărnii. La 11 februarie 1946 a fost înființat comisariatul poporului pentru culturile tehnice, la 6 iunie 1946 din ministerul prelucrării pămîntului s-a separat Ministerul creșterii animalelor. La 11 noiembrie 1946 a fost înființat Ministerul industriei alimentare. La 25 februarie 1947 din art. 45 al Constituției a fost exclusă mențiunea despre împuterniciți ministerelor unionale ca membri ai Consiliului de Miniștri al RSSM. La 26 februarie  1947 Ministerul prelucrării pămîntului, Ministerul culturilor tehnice și Ministerul agriculturii s-au unit într-un singur minister –Ministerul agriculturii. La 29 aprilie 1947, în baza Direcției republicane a protecției silvice și plantațiilor forestiere a fost creat Ministerul silviculturii de subordonare unional-republicană. La 29 ianuarie 1949, Ministerul industriei alimentare, împreună cu alte structuri, a devenit Ministerul industriei alimentare. Astfel organizate, structurile ministeriale ale RSSM s-au menținut pînă în aprilie 1953, când au urmat noi transformări[15].
În ce privește divizarea teritorial-administrativă a RSSM, conducerea republicană de partid a întreprins în 1944-1945 tentative de a copia modelul sovietic – s-a încercat reorganizarea județelor în regiuni (oblasti). În acest scop Biroul CC al PC a luat 2 hotărîri: la 26 septembrie și la 13 ianuarie 1945, însă pînă la urmă nu s-a reușit nimic. Conducerea unională considera că potențialul economic și uman al RSSM era foarte neînsemnat pentru o astfel de reformă. La cererea lui N.Coval și V.Ivanov, de la 15 iulie 1947, CC al PC Unional a adoptat, la 6 octombrie 1947, o decizie, conform căreia structurile de conducere județene au fost desființate. Decizia susnumită a fost dublată de una a Biroului CC al PCM la ședința sa din 16-17 octombrie 1947. Cu toate că această reformă a fost întreprinsă cu scopul de a reduce aparatul birocratic enorm, în practică acest lucru n-a fost realizat. Foștii funcționari județeni au completat rîndurile nomenclaturiștilor județeni.
Următoarea încercare de a reorganiza teritorial republica a fost crearea districtelor (okruguri), conform hotărârii Biroului CC al PCM din 1 februarie 1952. Districtele au primit de fapt aceleași împuterniciri administrative proprii fostelor județe în sfera conducerii raioanelor. Astfel, între anii 1940-1941 și 1944-1953 a fost creat un enorm aparat de conducere cu mai multe trepte ierarhice. Acest aparat avea o serie de trăsături specifice regimului sovietic: funcționa în baza sistemului monopartinic, a fost o copie fidelă a modelului sovietic unic. Exista o ierarhizare strictă în organele de conducere „neconstituționalizarea parțială” (partidul era nucleul sistemului politic, fără ca acest fapt să se reflecte în Constituție.)
Astfel, în perioada 1944-1953 a fost formată structura acelei mașini administrative care, cu unele schimbări neesențiale, a funcționat pînă în 1991.

### Locul și rolul Sovietelor și ale organizațiilor obștești în sistemul politic al RSSM
Tot așa ca și în restul URSS, aparatul de partid și de stat al RSSM avea în calitate de anexe un întreg sistem de instituții și organizații, care se considera că erau inițiate și formate de către populație, dar în realitate erau constituite la comanda organelor superioare de partid și activau sub îndrumarea și controlul direct al acestora.

#### Sindicatele
În istoriografia sovietică sindicatele erau tratate ca un mijloc de atragere a populației la conducerea statului, în virtutea faptului că „erau cele mai mari organizații politice obștești”[16]. În funcțiile lor intrau atragerea populației în jurul organelor de partid, mobilizarea ei la crearea bazei tehnico-materiale a comunismului, la colaborarea cu organele statale, la activitatea economică, organizațională, culturală, educativă în sfera controlului asupra muncii și retribuirii. Sindicatele erau chemate să lupte pentru îndeplinirea planurilor de producție, pentru progresul tehnic, pentru ridicarea productivității muncii în agricultură, industrie etc. După cum menționa C.Șcegolev, în obligațiile sindicatelor intrau și controlul asupra respectării securității muncii, construirea și reparația clădirilor, introducerea tehnicii noi, încheierea și executarea contractelor colective[17].
Pe lîngă funcțiile de apărare a intereselor economice culturale și cotidiene ale muncitorilor și salariaților, sindicatele puteau promova cadrele din rîndul acestor pături ale populației, hotărîrile lor fiind obligatorii pentru administrație. Această independență a sindicatelor permitea teoreticienilor sovietici să califice sindicatele ca pe o formă importantă a „autoconducerii obștești socialiste”.  Într-o măsură oarecare sindicatele dispuneau și de dreptul de a aplica pedepse cu scopul „dezrădăcinării fenomenelor antiobștești”[18].
Pe lîngă realizarea în practică a articolelor Constituției (dreptul la muncă, odihnă, asigurări sociale, întreținere pensionară), în funcțiile sindicatelor intrau și asigurarea bunăstării materiale a muncitorilor, dirijarea a diferite organizații obștești. Lor  le mai revenea încă o funcție semnificativă. Prin promovarea cadrelor din rîndul muncitorilor funcționarilor și țăranilor, ele trebuiau să asigure „dezvoltarea noii clase obștești”[19].
Anume cu ajutorul clasei muncitoare regimul tindea să realizeze idealul societății spre care se orienta. Această societate urma să se constituie în baza unei supuneri totale, în baza disponibilităților membrilor ei de a executa cu fidelitate indicațiile partidului. Nu întîmplător societatea sovietică era deseori ca caracteriza ca și „socialism de cazarmă”. Sindicatele aveau menirea de a crea în societate atmosfera de supunere și de organizare a controlului asupra membrilor săi.
Pentru ca sindicatele să devină cu adevărat „curea de transmisie” a partidului către mase, trebuiau determinate metodele lor de conducere. În primul rînd, era promovarea și educarea cadrelor, care urmau să întrunească două calități: autoritate și capacitate organizațională. Pentru a ține aceste cadre sub un strict control, organizațiile sindicale creau grupuri de partid. Sindicatele se constituiau după principiul eligibilității lor de jos în sus.
Spre deosebire de organizațiile de partid, sindicatele erau create pe ramuri de producție și după principii teritoriale. În total existau 26 de sindicate de ramură în frunte cu Consiliul Central al Sindicatelor din URSS. În republici și regiuni existau sindicate locale teritoriale, comitete la întreprinderi, fabrici și organizații. În baza statutului lor, sindicatele participau la conducerea statului: elaborau planurile anuale și cincinale, participau la formarea bugetului de stat etc. Sindicatele aveau, de asemenea, dreptul de a propune, prin intermediul Consiliului Central al Sindicatelor al URSS, proiectele lor spre a fi cercetate de către Sovietul Suprem, de a participa împreună cu CC al partidului, Consiliul de Miniștri și Comitetul de stat pentru muncă la rezolvarea problemelor de stat[20].
În Basarabia, după ce a fost  cotropită de armata sovietică, vechile sindicate de breaslă au existat încă aproape o lună. La 22 iulie 1944, Biroul organizațional al sindicatelor sovietice le-a lichidat și de la 23 iulie a început înregistrarea sindicatelor noi, de tip sovietic. Către 20 septembrie 1940 sindicatele din RSSM numărau 24 486 de membri organizați în 24 de comitete de ramură în frunte cu Biroul organizațional. La sfîrșitul aceluiași an erau deja 62 000 de membri ai sindicatelor. Dificultățile perioadei de organizare sau, astfel spus, slaba coordonare a lucrului în cadrul comitetelor republicane de ramură și lipsa controlului din partea Consiliului central al sindicatelor din URSS nu a permis convocarea primului progres al sindicatelor sovietice pînă la război[21].
Aceleași probleme au apărut în fața sindicatelor RSSM după martie 1944, cînd restabilirea lor a fost preluată de CC al PCM în frunte cu secretarul Comitetului Central, N. Salogor. După cum se menționa în hotărârea Biroului CC din 15 iulie 1944 „Despre crearea organizațiilor sindicale în republică”, formarea organizațiilor sindicale era tergiversată atît din cauza lipsei cadrelor de conducere a sindicatelor, cît și a structurii de jos – a sindicatelor locale. Biroul CC ruga Comitetul central unional al sindicatelor de la Moscova să creeze în RSSM Biroul organizațional al Comitetului Central local, birourile sindicatelor județene orășenești și raionale, să trimită în republică 100 de oameni pentru a conduce sindicatele. Se preconiza ca sindicatele să fie create în timp de o lună de la data adoptării acestei hotărîri[22].
Dar conducerea sindicatelor nu a fost organizată nici peste o lună, nici peste un an, nici peste doi ani. Comitetele raionale activau de sine stătător,  nefiind controlate, aveau o bază financiară și materială foarte slabă. În hotărîrea Biroului CC din 10 octombrie 1944 se sublinia necesitatea înregistrării membrilor sindicatelor RSSM, subordonării membrilor comitetelor sindicale ramurile Moscovei,  lichidării restanțelor de plată a cotizațiilor. Biroul CC al PCM s-a adresat către CC al PC unional cu rugămintea de a permite înființarea sindicatelor sovietice în republică și de a influența Consiliul Central al sindicatelor în vederea trimiterii mijloacelor necesare pentru activitatea filialei republicane.
Principală cauză care împiedica crearea sindicatelor era lipsa în județe, raioane și orașe a comitetelor sindicale. Era specifică și componența socială a comitetelor sindicale din RSSM – muncitori propriu-ziși erau puțini la număr, prevalau funcționarii, învățătorii și muncitorii de la căile ferate. Pentru a crea baza socială pentru formarea sindicatelor în RSSM, la întreprinderile restabilite au început să ia ființa sindicate în fața cărora, în conformitate cu hotărârea Biroului CC al PCM din 8 ianuarie 1945, s-a pus sarcina de a începe mobilizarea populației la îndeplinirea planului celui de-al patrulea cincinal (1946-1950)[23].
Pe atunci organele de partid înțelegeau vag scopul și specificul sindicatelor. Drept exemplu poate servi hotărîrea Biroului CC al PCM din 7 decembrie 1951 „Despre conducerea de către comitetul raional de partid Rîbnița a organizațiilor sindicale în raion”, în care se menționa că 15% din muncitori nu fac parte din sindicate, deoarece aceste organizații îi ajutau puțin în organizarea traiului, nu luptau cu permanentele încălcări ale legislației muncii și practic nu acordau ajutor material și social membrilor sindicatelor etc.
Acestea și alte neajunsuri, caracteristice activității sindicatelor din RSSM demonstrează caracterul lor formal la acea etapă. Aproape în fiecare document privind activitatea sindicatelor în acei ani se menționa că ea era nesatisfăcătoare, că persista formalismul, indiferența față de necesitățile populației, lipsa completă a inițiativei. După moartea lui Stalin, observațiile critice la adresa sindicatelor devin tot mai puține, chiar dacă neajunsurile în lucrul lor nu au dispărut. Însăși activitatea sindicatelor rămîne obiectul atenției în documentele organelor de partid, menționîndu-se doar aspectele pozitive ale activității lor. Fără îndoială, în prima jumătatea anilor 50 organele sindicale au acumulat experiență, au devenit mai active și cu inițiativă, rolul lor la întreprinderi și organizații a crescut simțitor. Și totuși, documentele din vremea aceea putem arată că interesul organelor de partid față de activitatea sindicatelor era destul de redusă.
Sindicatele încep să interseze partidul mai mult după plenara CC al PC(b)US din decembrie 1957, la care organelor de partid li s-a cerut să ia măsuri întru sporirea rolului sindicatelor în societate. Drept rezultat, a crescut numărul comitetelor raionale al sindicatelor din RSSM (de la 8 la 12). Președinții comitetelor sindicale locale au început să studieze economia. La 28-29 martie 1958 a avut loc primul congres al sindicatelor din RSSM. La el s-a constatat sporirea numărului de activiști sindicali (între 1952-1958 de la 63 000 la 100 000), iar ai membrilor de sindicate – de la 230 000 la 330 000[24].
Acest congres s-a dovedit a fi ultimul pînă la începutul septenalului. Congresul XXI al PC(b)US (1959), care declarase că socialismul în URSS fusese deja construit, a pus sarcina trecerii treptate la comunism. La realizarea acestor planuri fantastice trebuia să-și dea concursul și sindicatele, care aveau misiunea de a atrage un număr cît mai mare de muncitori la conducere în sfera producției, aceasta prin intermediul conferinților de producție, care aveau loc permanent. În octombrie 1960 are loc prima conferință a fruntașilor din sindicate, după care sindicatelor le-a fost încredințată organizarea mișcării pentru realizarea unui mod de viață comunist.

#### Comsomolul
În sistemul politic sovietic comsomolului îi revenea un rol politic deosebit. El prezenta principala organizație care pregătea rezervele de cadre pentru partid. Activitatea comsomolului era dirijată de organele de partid, avînd ca scop de bază ajutorarea partidului în educarea tineretului în spiritul comunismului. Partidul cerea de la funcționarii săi o atenție deosebită față de comsomol. În definitiv, se urmărea scopul de a schimba lumea internă a fiecărui comsomolist, de a-i educa devotamentul nemărginit fața de partid și de sistemul creat de el. Fraza înaripată „partidul spune trebuie, comsomolul răspunde – se va face” reflectă statutul comsomolului în sistemul politic creat de PC(b)US. Toate organizațiile Uniunii leniniste a tineretului comunist (ULCT) din URSS erau dirijate de organele corespunzătoare ale partidului prin participarea la congrese, conferințe, prin discutarea permanentă a problemelor tineretului la forurile de partid.
Organizația comsomolistă din RSSM a foast fondată la 26 august 1940 (cînd comitetul regional comsomolist din fostei RASSM a fost transformat în ULCT a RSSM în frunte cu I. Fesenco)[25]. Organele de partid cereau sporirea numărului de tineri în comsomol. Dacă la sfîrșitul anului 1944 erau 11 682 de comsomoliști și 1 267 de organizații primare, apoi datorită lucrului efectuat, către finele anului 1945 această cifră a ajuns la 24 559 de membri și 2 452 de organizații primare.
      Principalele sarcini puse de partid în fața comsomolului din RSSM erau: restabilirea economiei, colhozurilor, stațiilor de mașini și tractoare, sovhozurilor, școlilor, spitalelor, caselor de cultură, bibliotecelor, precum și mobilizarea populației la participarea activă în campanile social-economice, demarate de partid: abonarea la împrumuturi de stat, adunarea donațiilor pentru coloana de tancuri “Moldova Sovietică”, înfăptuirea colectivizării, atragerea tineretului în armata sovietică. Cu cei înrolați în armată se lucra după o directivă specială a Direcției Principale Politice a Armatei Sovietice. Formele de activitate ale comsomolului erau identice cu cele de partid: mitinguri, conferințe, discuții, citirea și discutarea ziarelor, organizarea subotnicelor și voscresnicelor[26].
Cu toate că rîndurile comsomolului creșteau destul de repede, CC cerea o creștere și mai intensă. Acest lucru era greu de realizat în condițiile luptei cu elementele antisovietice, dezlanțuite de către regim, inclusiv cu „chiaburii”, și în general, cu toți acei pe care autoritățile de ocupație îi considera sau chiar îi declara supecți. Populația se împotrivea activ acestei violențe. O formă pasivă de luptă era și ignorarea diverselor campanii inițiate de oficialități. În plus, comsomolul suferea mult de fluctuația cadrelor care va putea fi depășită doar către 1951-1952.
Regimul stalinist, instaurat în RSSM avea o atitudine suspicioasă față de toți locuitorii de pe malul drept al Nistrului, deoarece „au trăit pe timpul ocupației romănești” și erau considerați drept ca eventuali „complici ai românilor”. Această politică a condus la faptul că din numărul total de comsomoliști în 1946 numai 16% erau locuitorii de pe malul drept al Nistrului[27].
În legătură cu pregătirea colectivizării forțate și deportării în masă a țăranilor, declarați de către autoritățile de ocupație chiaburi, au început să se formeze grupurile comsomoliste în brigăzile de tractoare, agricole, de grădinărit și viticultură. În aceeași vreme, adică în anii 1947 -1948,  în fața comsomoliștilor au fost puse noi probleme: activizarea eforturilor pentru lichidarea analfabetismului, propaganda literaturii scrise de clasicii marxism-leninismului, mărirea numărului de comsomoliști între populația băștinașă de pe malul drept al Nistrului. În rezultat, deja în 1951 numărul total de comsomoliști a constituit 86 644. Paralel se intensifica și controlul organelor de partid asupra comsomolului. Numai în 1948 la Biroul Comitetului Central au fost ascultate 87 de rapoarte de dare de seamă ale organizațiilor primare comsomoliste. Conform cerințelor, membrii aparatului comsomolist erau chemați în rîndurile partidului (la mijl. anilor 50 o jumătate din comsomoliști deveniseră comuniști). În 1950-1951 încep să se facă primele totalizări ale activității comsomoliste. Rolul comsomoliștelor a fost substanțial în procesul colectivizării forțate. Ei se ocupau de impozitarea „cheaburilor”, de izgonirea lor din colhozuri și lichidarea „grupurilor teroriste”, formațiunile „cheaburești”, etc. Numai în 1948 au fost „neutralizați” mai mult de 1000 de participanți ai acestor grupuri. Nouă mii de comsomoliști făceau parte din echipele „ostașilor culturii”, care se ocupau de ridicarea niveluli cunoștințelor de carte în rîndurile populației. Conform statisticii oficiale, către începutul anului 1951 numărul oamenilor știutori știutori de carte din RSSM a crescut pînă la 98%. Comsomoliștii participau, de asemenea, la alegerea învățătorilor pentru școlile serale, ajutau rectoratele instituțiilor de învățămînt superior la menținerea disciplinei, participau la fondarea cluburilor și a caselor de cultură[28].
A II-a etapă în activitatea comsomolului din RSSM cuprinde anii 1951-1958. În istoriografia sovietică, perioada aceasta a fost numită perioada încheierii construcției socialismului. Din șirul acțiunilor la care au luat parte în acei ani comsomolul, menționăm  organizarea întrecerilor socialiste, lupta pentru reducerea prețului de cost al producției, pentru „călirea ideinică a membrilor săi”, organizarea vieții și odihnei tineretului, activizarea lucrului detașamentelor pionerești, însușirea tehnicii noi, valorificarea pămînturilor desțelinite etc. Toată activitatea era dirijată și controlată, bineînțeles, de către  partid. În perioada această a fost forțată și activitatea ateistă a comsomoliștelor. În documentele de partid se accentua îngrijorarea de faptul că metodele comsomoliste se înrădăcinau slab în rîndul tineretului, comsomoliștii erau rupți de la viața reală și nu știau să atragă tineretul în promovarea măsurilor lor. Tot în scop de sporire a influenței sale în mediul rural, unde în 1953 numai 23% erau comsomoliști, s-a început consolidarea organizațiilor comsomoliste, iar în 1956-57 a avut loc schimbarea documentelor comsomoliste. Aceste măsuri au condus la creșterea rîndurilor comsomoliste: în perioada 1951-1958 creșterea a fost substanțială –de la 86 644 pînă la 143 310 de membri. Creșterea neesențială a numărului de membri ai comsomolului (doar cu 10 000 în 1954-58) propaganda oficială a căutat s-o explice prin cauze de ordin secundar: de exemplu, din cauza schimbului de documente. Ultima mare acțiune a comsomolului în perioada de referință a fost mobilizarea forțată a congresului al X-lea al ULCT (ianuarie 1960), la realizarea lozinciei utopice „Septenalul înainte de termen!”.

#### Sovietele
Conform ideologiei oficiale, sovietele erau cel mai înalt organ al puterii de stat în URSS și RSSM. Acest statut al lor a fost legiferat formal prin art. 20 al Constituției RSSM din 10 februarie 1941. În sistemul sovietic de conducere, ele dispuneau de putere legislativă și executivă, deoarece puteau să înfăptuiască controlul propriilor hotărîri. În literatura de specialitate de obicei se afirmă că  sovietele erau concomitent organe ale puterii de stat și ale conducerii de stat[29]. Referindu-se la drepturile și obligațiile Sovietului Suprem, juriștii A. Surilov și N. Stratulat menționează că acest organ este ales de populație, în fața căreia era responsabil. Istoriografia sovietică s-a străduit să demonstreze autonomia Sovietelor în sistemul politic al RSSM, independența lor față de celelalte structuri ale puterii, inclusiv față de organele de partid. Și, într-adevăr, din punct de vedere formal, anume Sovietul Suprem forma prezidiul său, componența guvernului, a judecătoriei supreme, conducea construcția de stat, cultura și era exponentul puterii supreme a RSSM[30].
În realitate însă nu era nici pe departe așa. Astfel, K. Șcegolev arată clar că alegerea cadrelor pentru Soviete avea loc prin intermediul grupurilor de partid din aceste soviete. Aceleași grupuri controlau desfășurarea sesiunilor, activitatea comisiilor permanente, îndeplinirea de către deputați a obligațiunilor, dirijau calificarea și recalificarea cadrelor, organizarea și desfășurarea campaniilor electorale[31]. Analizînd funcțiile Sovietului Suprem al RSSM și ale guvernului, format de el, constatăm prerogativele limitate ale acestora. Sovietul Suprem putea adopta legi republicane, dar care trebuiau să nu contravină celor sovietece, putea să confirme bugetul și planul anual, dar numai la capitolul indicilor generali, nu avea dreptul să controleze activitatea ministerelor, care executau planurile, cu toate că guvernul prezenta în fața lui dări de seamă. Sovietul Suprem nu putea să înainteze sau să scoată pe cineva din funcție fără recomandarea organelor de partid. Sovietele de diferite niveluri nu puteau controla complet nici chiar propriul comitet executiv, pentru că, de exemplu în Sovietul Suprem, conform ordinii stabilite, intra conducerea superioară a organelor de partid și de stat. Și gurvernul Republicii era limitat în activitatea sa. Economia URSS era realmente condusă nu de guvernul sovietic, ci de prezidiul lui, în care majoritatea republicilor nu erau reprezentate. Influență puteau avea numai acele republici, ai căror prim-secretari intrau în Biroul Politic al PC(b)US. RSSM nu se bucura de un astfel de privilegiu
Pe teritoriul RSSM, pînă la convocarea în 8 februarie 1941 a Sovietului Suprem al RSSM, își extindea prerogativele Sovietul Suprem al inexistentei RASSM în frunte cu F.Brovko. La 10 noiembrie 1940 acest Soviet Suprem a adoptat legea cu privire la desfășurarea alegerilor în Sovietul Suprem al RSSM, care a avut loc la 12 ianuarie 1941. În total au fost aleși 266 de deputați. La prima sesiune președinte al prezidiului sovietului suprem („președintele republicii”) a fost ales același F. Brovko. În 1951 el a fost inlocuit de I. Codița, care s-a aflat în acest post pînă în anul 1963.
Primele alegerile postbelice în Sovietul Suprem al RSSM erau planificate pentru primăvara anului 1946, dar din cauza lipsei de experiență a funcționarilor sovietici și a incapacității de a organiza activitatea propagandistică, pregătirea pentru alegeri a eșuat, și prin decretul Prezidiului Sovietului Suprem din 14 ianuarie 1946, ele au fost amînate pentru un an. Împuternicirile Sovietului Suprem de prima legislatură au fost și ele prelungite cu același termeni. Drept urmare, alegerile în Sovietul Suprem al RSSM au avut loc la 10 februarie 1947, iar în sovietele locale – doar în decembrie același an. În total, au fost alese 21 000 de persoane. După cum menționează E. Șișcanu, componența deputaților Sovietului Suprem reprezenta mai degrabă nomenclatura decît poporul - 51% de deputați ai acestui „parlament” erau funcționari ai structurilor de partid, sovietice și economice[32]. În pofida celor prevăzute în Constituție, că a alege și a fi ales în Sovietul Suprem aveau dreptul doar cetățenii RSSM (art. 113), în fruntea celor aleși stătea Stalin împreună cu întregul Biroul Politic, care erau aleși ca deputați de onoare[33].
Avînd un nivel profesional și de instruire scăzut, deputații trecuți prin sită tot din rîndurile partidului, numai în perioada anului 1949 și în primul trimestru al anului  1950, sovietele de diferite niveluri au adoptat 750 de hotărîri ilegale, adică neconforme cu legislația. Conducerea organizației republicane de partid la Congresul al II-lea (6-8 februarie 1949) și apoi în 1951-53 a acuzat politica de tutelarea a Sovietelor din partea partidului[34]. Totuși, această indicație nu a oprit organele de partid să se implice în activitatea Sovietelor. Această practică nefastă, născută pe timpul lui Stalin, nu a cunoscut nici o schimbare nici pe timpul lui Hrusciov. Din vina organelor de partid, care întotdeauna se implicau în activitatea Sovietelor, la începutul anilor 50, din 1 261 de Soviete sătești, sesiunile s-au desfășurat în termene stabilite numai în 478.  Pînă în anii 1954-1959 documentele organelor de partid abundau cu indicații despre lucrul slab și neeficient al Sovietelor. În continuare acest torent se mai reduce.
Încă pe timpul lui Stalin, în martie 1952, a fost întreprinsă tentativa de a reînvia activitatea Sovietelor. Prezidiul Sovietului Suprem al RSSM a obligat comitetele executive să supună dezbaterilor principalele probleme, legate de dezvoltarea culturală și economică în raionale, orașe, sate, să atragă comisiile permanente la activitatea sovietelor. Acestor comisii li se cerea să acționeze în conformitate cu Regulamentul adoptat la 25 decembrie 1952 „Pentru acordarea ajutorului Sovietelor în executarea mai reușită a planurilor în economie națională”. Membrii comisiilor se alegeau din numărul deputaților Sovietelor locale pe termenul împuternicirilor lor. În activitatea lor puteau fi atrași colhoznici, gospodine, intelectuali, muncitori. Existau comisiile: financiar-bugetară de producție, a gospodăriilor agricole, vinicolă și a livezilor, pentru învățămînt, pentru protecția sănătății etc.[35].
După moartea lui Stalin activitatea Sovietelor a început să se amelioreze, sesiunile se convocau sistematic. Crește treptat registrul de probleme care se examinau, datorită delegării către Soviete, din partea partidului, a unor noi împuterniciri, îndeosebi după anul 1957. În anii 1951-1958 are loc treptat comasarea Sovietelor sătești și micșorarea numărului lor de la 1 235 în componența a 60 soviete raionale la 681 în componența a 40 de soviete raionale. Se înregistrează și o îmbunătățire a pregătirii deputaților Sovietelor și a președinților executivelor raionale. După alegerile în Soviete din an. 1955, aproape toți președinții comitetelor executive raionale aveau cel puțin studii medii. Întărirea cadrelor Sovietelor a urmat după lichidarea districtelor (iunie 1953) și a 7 Soviete raionale, cadrele cărora au trecut în acele Soviete care s-au păstrat (acest proces avea loc în 1955-1957)[36]. La sfîrșitul anilor 50 sub egida Sovietelor și în scopul lărgirii „autoconducerii cetățenilor” și a pregătirii pentru trecerea treptată la comunism, anunțată de N. Hrușciov, au început să se creeze așa-umitele organizații de inițiativă (sovietele caselor de cultură, comisia pentru control și alimentație publică și altele). Importanța acestor organizații constă în faptul că ele se creau de către populație în cadrul colectivelor, exprimau interesele celor care le alegeau, rezolvînd probleme locale de interes comun. Aceste organizații aveau diverse funcții: de sprijin, obștești și administrative. Activitatea lor se examina și se dirija de către soviete prin intermediul comisiilor permanente ale acestora. Pe scurt, Sovietele au desfășurat o activitate largă în viața republicii. Ele rămîneau însă subordonate, ca și toate celelalte instituții și organizații publice, conducerii de partid.